# Амбухиманамбула
Амбухиманамбула (на малгашки: Ambohimanambola) е община (каоминина) в Мадагаскар, провинция Антанариву, регион Вакинанкарача, окръг Бетефу. Населението на общината през 2001 година е 21 339 души.